# War (chanson de Bob Marley)
Pistes de Rastaman Vibration
Night Shift Rat Race
War est une chanson de Bob Marley parue en 1976 sur l'album Rastaman Vibration. Le texte s'inspire d'un discours prononcé par l'empereur d'Éthiopie, Haïlé Sélassié Ier, devant l'Assemblée générale des Nations unies, le 4 octobre 1963,.

## Contexte
Parue sur l'album ayant connu le plus de succès aux États-Unis du vivant du chanteur jamaïcain, cette chanson a pourtant été créditée à deux de ses proches, le footballeur Alan Skill Cole, et le batteur du groupe, Carlton Barrett, ainsi qu'à l'empereur Haïlé Sélassié, à l'origine des paroles. Cette pratique permettait à Bob Marley d'éviter de reverser ses royalties d'auteur à Cayman Publishing, en raison d'un contrat défavorable signé en 1968.